# Muelas de los Caballeros
Muelas de los Caballeros – gmina w Hiszpanii, w prowincji Zamora, w Kastylii i León, o powierzchni 71,58 km². W 2011 roku gmina liczyła 209 mieszkańców.